# Keminova Cowboys
Keminova Cowboys er et musikkollektiv bestående af musikere og komponister fra musikgrupperne Sonja Hald, Telestjernen, Michelle Birkballe, Hverdagens Helte og Ulvetimen. I 2017 udgav de albummet Prinsessen Af Jylland, der er indspillet kollektivt over en weekend.
I 2020 udkom opfølgeren Cirkus Danmark

## Diskografi

### Albums
- Prinsessen Af Jylland (2017)
- Cirkus Danmark (2020)

### Singler
- "En Keminova Cowboy" (2017)
- "Ned Gennem Jylland" (2017)
- "Råvilde Dage (Radio Edit)" (2018)